# Aloe kulalensis
Aloe kulalensis là một loài thực vật có hoa trong họ Măng tây. Loài này được L.E.Newton & Beentje mô tả khoa học đầu tiên năm 1990.